# Spiridion Poloméni
Spiridion Poloméni (* 8. April 1844 in Zakynthos; † 12. September 1930 in La Marsa, Tunesien) war ein griechisch-französischer römisch-katholischer Geistlicher und Weihbischof in Karthago.

## Leben
Spiridion Poloméni studierte Philosophie und Katholische Theologie auf Malta. Nach dem Empfang des Sakraments der Priesterweihe wirkte er als Erzpriester in Sfax und Generalvikar des Erzbistums Karthago. Später erhielt er die französische Staatsbürgerschaft.
Am 26. Februar 1892 ernannte ihn Papst Leo XIII. zum Titularbischof von Ruspae und zum Weihbischof in Karthago. Der Weihbischof in Algier, Salvator-Alexandre-Félix-Carmel Brincat, spendete ihm sowie Jules-Étienne Gazaniol und Jean-Joseph Tournier am 5. Juni desselben Jahres in Karthago die Bischofsweihe; Mitkonsekratoren waren der Generalvikar der Weißen Väter, Bischof Léon-Antoine-Augustin-Siméon Livinhac MAfr, und der Apostolische Administrator für die Sahara, Bischof Anatole-Joseph Toulotte MAfr. Als Weihbischof war Poloméni weiterhin Erzpriester in Sfax und Generalvikar. Ab 1907 war er zudem Ehrenkanoniker an der Kollegiatskirche St. Lawrence in Vittoriosa.
Poloméni lebte später in La Marsa, wo er im September 1930 starb. Er wurde in der Krypta der Kathedrale von Karthago beigesetzt.